# Петалинг-Джая
Петалинг-Джая — город-спутник малайской столицы Куала-Лумпур, расположен в штате Селангор. Занимает площадь в 97,2 км², что делает его крупнейшим городом штата. Население на 2010 год составляло около 638000 человек. Статус «сити» с 2006 г.
Петалинг-Джая был основан в 1954 году, а статус отдельного города получил 20 июня 2006 года. В городе расположено множество крупных промышленных предприятий, а также множество университетов, крупнейшими из которых являются Международный исламский университет Малайзии и Технологический университет MARA. Здесь находится также штаб-квартира телевизионного канала TV3.

## Мэры города
- Мохтар Хади Аванг (1977—1979)
- Мохамад Азизан Абдуллах (1979—1989)
- Марсилла Махмуд (1989—1992)
- Мат Эренди Рафик (1993—1995)
- Амир Хайкал Ахмад (1995—2004)
- Ахмад Термизи Путих (2005—2006)
- Мохаммад Рослан Сакиман (2006—2013)
- Айна Ахмад (2013—2014)
- Мохд. Азизи Мохд Заин (2015-)
- Мохамад Азхан Азмир

## Города-побратимы
- Гуанчжоу, КНР
- Бандунг, Индонезия
- Миёси, Япония
- Сайтама, Япония